# شون ليفي
شون ليفي (بالإنجليزية: Shawn Levy)‏ مخرج (كندي/أمريكي) من مواليد 1968، درس بمدرسة القديس جورج، ثم تلقى تدريب في مركز الفنون المسرحية في نيويورك، قبل أن يحصل على بكالريوس الفنون المسرحية من جامعة ييل عام 1989، بدأ الإخراج السينمائي في عام 1997 عندما إخرج الفيلم الكوميدى «في الوقت المناسب»، توالت بعدها أعماله الفنية من أهمها فيلم «ليلة في المتحف» و«تشيبر باي ذا دوزن».

## أعماله
| السنة | العمل              |
| ----- | ------------------ |
| 2013  | تدريب عملي         |
| 2011  | فلاذ حقيقي         |
| 2010  | لقاء غرامي         |
| 2009  | ليلة في المتحف 2   |
| 2006  | ليلة في المتحف     |
| 2003  | متزوجان للتو       |
| 2003  | تشيبر باي ذا دوزن  |
| 2002  | فيلم كاذب كبير جدا |

## روابط خارجية
- شون ليفي على موقع IMDb (الإنجليزية)
- شون ليفي على موقع روتن توميتوز (الإنجليزية)
- شون ليفي على موقع ألو سيني (الفرنسية)
- شون ليفي على موقع ميوزك برينز (الإنجليزية)
- شون ليفي على موقع أول موفي (الإنجليزية)
- شون ليفي على موقع بوكس أوفيس موجو (الإنجليزية)
- شون ليفي على موقع قاعدة بيانات الأفلام السويدية (السويدية)
- شون ليفي على موقع إن إن دي بي (الإنجليزية)
- شون ليفي على موقع قاعدة بيانات الفيلم (الإنجليزية)
- شون ليفي على موقع كينوبويسك (الروسية)